# Tipula loewiana
Tipula loewiana är en tvåvingeart som beskrevs av Alexander 1915. Tipula loewiana ingår i släktet Tipula och familjen storharkrankar. Inga underarter finns listade i Catalogue of Life.